# Hydropsyche tenuis
Hydropsyche tenuis är en nattsländeart som beskrevs av Navás 1932. Hydropsyche tenuis ingår i släktet Hydropsyche och familjen ryssjenattsländor. Inga underarter finns listade i Catalogue of Life.